# Wonder Girls
Wonder Girls (em coreano: hangul: 원더걸스; hanja: 奇迹女孩; romaniz.: Romanização revisada: Wondeo Geolseu; McCune-Reischauer:  Wŏndŏ Kŏlsŭ; trad. lit. em português: "garotas maravilhosas") foi um grupo feminino sul-coreano formado pela JYP Entertainment. O grupo estreou um fevereiro de 2007 com a canção "Irony" e cinco integrantes: Yeeun, Sunye, Sunmi, Hyuna e Sohee. Após a saída de Hyuna em julho, Yubin foi adicionada ao grupo antes do lançamento do álbum de estreia do grupo, The Wonder Years (2007). O álbum produziu o grande sucesso "Tell Me", que liderou múltiplos gráficos sul-coreanos.
Wonder Girls se consolidou ainda mais como um dos principais grupos femininos do país com os sucessos "So Hot" e "Nobody", lançadas em 2008. Após ser lançada como single nos Estados Unidos em 2009, "Nobody" alcançou a 76ª posição da Billboard Hot 100, tornando Wonder Girls o primeiro ato musical sul-coreano a entrar na tabela. O grupo começou a entrar no mercado norte-americano no mesmo ano como atração de abertura da turnê mundial dos Jonas Brothers, tocando versões em inglês de suas músicas.
No início de 2010, Sunmi deixou o grupo para seguir uma carreira acadêmica e foi substituída por Hyerim, antes do lançamento mundial da canção "2 Different Tears" mais tarde naquele ano. Seu segundo álbum de estúdio, Wonder World (2011), gerou o sucesso "Be My Baby". Em 2012, Wonder Girls estrelou o filme The Wonder Girls, da TeenNick, e lançaram seus últimos três singles como um quinteto, notavelmente "Like This" e "Like Money", antes de entrar em um hiato de três anos. Em 2015, foi anunciado que Sunye e Sohee havia decidido sair do grupo, enquanto Sumni retornaria para trabalhar com as integrantes restantes. As quatro integrantes adaptaram-se em um conceito de banda para seu aclamado terceiro e último álbum de estúdio, Reboot (2015), e o sucesso "Why So Lonely" (2016). 
Wonder Girls também são conhecidas como as "Rainhas Retrô da Coreia do Sul", pois suas músicas contêm elementos dos anos 1960 a 1980. Em 2017, a Billboard classificou Wonder Girls na terceira colocação da lista dos "Melhores Grupos Femininos de K-pop da Última Década". O grupo oficialmente foi destituído em 26 de janeiro de 2017, após negociações malsucedidas de renovação de contrato com algumas das integrantes. Em 10 de fevereiro de 2017, elas lançaram sua última canção, "Draw Me", que também serviu como uma celebração do décimo aniversário do grupo.

## História

### 2006–2007: MTV Wonder Girls, estreia e saída de Hyuna

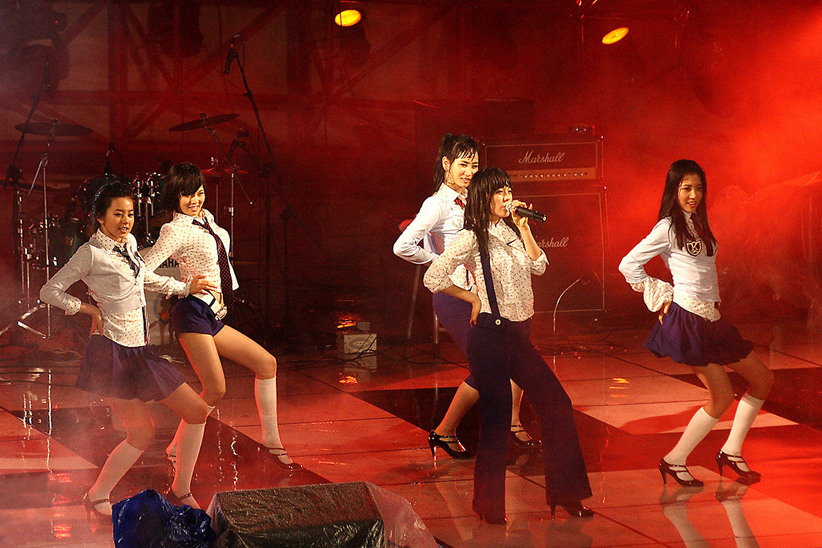
Wonder Girls performando "Irony" na Hanyang University, em março de 2007. Da esquerda para direita: Sohee, Hyuna, Yeeun, Sunye and Sunmi.

Depois que J. Y. Park revelou o nome de seu primeiro grupo feminino em maio de 2006, as Wonder Girls foram introduzidas através de um reality show intitulado MTV Wonder Girls. Os primeiros quatro episódios mostraram as características e perfis de cada membro e também a agenda de cada uma para o dia. Pouco tempo depois de selecionarem Yeeun como o quinto membro, as Wonder Girls tiveram o seu primeiro showcase nos estúdios da MTV Korea. Elas apresentaram uma versão cover de "Don't Cha" do grupo feminino Pussycat Dolls, assim como suas próprias músicas, incluindo "Irony" e "미안한 마음" ("It's Not Love"). Sunye cantou sua própria versão de "Stand Up for Love" do Destiny's Child, enquanto Hyuna mostrou suas habilidades na dança. Os outros três membros — Yeeun, Sunmi e Sohee — fizeram um cover de "Together Again", da Janet Jackson.
As Wonder Girls estrearam oficialmente em fevereiro de 2007 no Show! Music Core com "Irony", o single no estilo hip-hop do seu álbum, The Wonder Years. O álbum se tornou um grande hit, vendendo mais de 11.454 cópias físicas em 2007. Pouco depois o fanclub do grupo foi denominado como "Wonderfuls" e o grupo teve vários showcases na China após receberem aulas de chinês. Porém em meados de 2007, as Wonder Girls foram prejudicadas por vários problemas de saúde e acidentes. Em 25 de junho, Sohee foi afastada por um mês por ter rompido o ligamento do joelho depois de cair de uma motocicleta nas filmagens do filme 뜨거운 것이 좋아 (I Like It Hot). As quatro integrantes restantes continuaram realizando apresentações até julho, quando Hyuna foi removida do grupo pela preocupação de seus pais sobre sua saúde, com seus problemas com gastroenterite crônica e desmaios, que a manteve hospitalizada entre março e abril do mesmo ano.
No outono de 2007, a agência de talentos Good Entertainment enviou sua trainee Yubin para a JYP Entertainment como a substituta de Hyuna no grupo. Ela fez sua estreia três dias depois de entrar na JYP em uma performance ao vivo com o novo hit do grupo, "Tell Me" no Music Bank. Com o primeiro álbum completo do grupo, o "The Wonder Years", foi lançado na semana seguinte de "Tell Me". Devido à adição de Yubin de última hora, a versão do álbum não contém sua parte (e sim a de Hyuna). No entanto, a versão da música que era tocada nas performances continha a parte cantada por Yubin. O single foi um sucesso e alcançou o número um em vários programas semanais e charts coreanos, incluindo o Music Bank da KBS. A coreografia para a canção era simples e foi muito imitado: Até outubro, muitas performances amadoras começaram a circular em sites de vídeo como o YouTube e o Daum. A popularidade da dança foi tão imensa e essa atenção explosiva que recebeu se tornou conhecido como o "Virus Tell Me", consagrando o grupo com o apelido de "Irmãs caçulas da Coreia".
As Wonder Girls tiveram uma extensa agenda promocional de seu álbum e, no final de 2007, eles começaram a promover outro single do álbum, "이 바보" ("This Fool"). Elas fizeram várias aparições em programas de variedades, cantaram ao vivo em programas de rádio, festivais de música, em performances especiais conjuntas com outros grupos, como Big Bang e Girls 'Generation, entre outras atividades promocionais. A MTV também transmitiu quatro temporadas de "The Life Wonder", uma reality show de TV estrelando as meninas. As Wonder Girls voltaram para a Coréia na Primavera de 2008. Em maio, uma foto de cada membro foi lançado durante um período de cinco dias, começando com Yeeun e terminando com Sohee. Um teaser do retorno do grupo com uma nova música foi lançado, havia rumores de que Hyuna estaria retornando para o grupo porém a JYP Entertainment, no entanto, disse que a história era falsa.

### 2008:So HoteThe Wonder Years: Trilogy
O novo single, "So Hot", foi lançado no dia 22 de maio de 2008, a canção liderou todas as paradas coreanas. Em meados de 2008, eles se apresentaram em MBC Show! Music Core, dessa vez promovendo "So Hot" e "This Time". O single completo foi logo liberado, nele continha a versão rap de "Tell Me", "This Time" e "You're Out". Devido a uma lesão da medula vocal, Yubin teve que dublar suas partes sob as ordens de um médico.

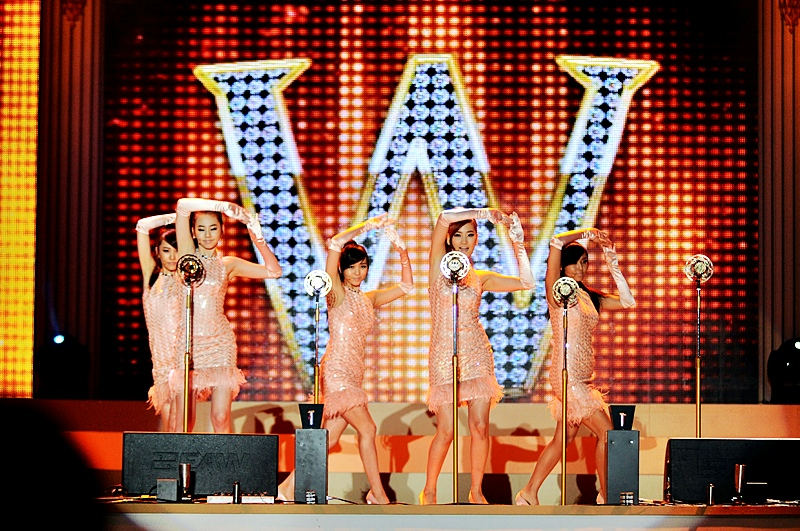
Wonder Girls cantando "Nobody" na cerimônia de abertura do Festival BICHE de 2008 em outubro de 2008. Da esquerda para a direita: Sunmi, Sohee, Sunye, Yeeun e Yubin

Depois de uma pequena pausa, as Wonder Girls fizeram um grande retorno no início do outono coreano de 2008. O clipe da música "Nobody" foi revelado, e o single digital foi lançado simultaneamente. Elas se apresentaram na semana seguindo nos programas semanais Show! Music Core, Music Bank e Inkigayo. O hit foi número 1 no KBS Music Bank, permanecendo lá por quatro semanas consecutivas, e também ganhou do Cyworld o prêmio de "Song of the Month" em setembro e outubro de 2008. Assim como "Tell Me", "Nobody" também provocou um viral da dança, por ser fácil e cativante. Em novembro, revelaram que lançariam a própria linha de maquiagem, consistindo em 6 diferentes produtos e um reality show na MNet chamado Wonder Bakery, no qual as garotas fariam par com aspirantes a chefs competindo por um prêmio em dinheiro.
No Mnet Asian Music Awards (MAMA) de 2008, as Wonder Girls receberam três prêmios: "Canção do Ano", "Melhor Vídeo de Música" para "Nobody" e "Melhor Grupo Feminino". O grupo também ganhou um prêmio no Golden Disk Awards de 2008, um mês depois de altas vendas digitais, no 18ª Seoul Music Awards, as Wonder Girls ganharam o Daesang ("Artista do Ano"), o maior prêmio oferecido, com "Nobody", e dois outros prêmios.
Em fevereiro de 2008, as Wonder Girls se juntaram a seu produtor J.Y. Park para sua turnê de um mês pela Coreia do Sul e os Estados Unidos (incluindo Nova York e Los Angeles), como convidados especiais, e aproveitaram a oportunidade para filmar o vídeo para a música "Wishing on a Star", enquanto em Nova York.
Em outubro de 2008, as Wonder Girls assinaram com a Creative Artists Agency (CAA). Até o final de 2008, eles tinham ganhado ₩12.000.000.000 (equivalente a 100.000 dólares dos Estados Unidos) como um grupo.

### 2009–2010: Carreira internacional e mudança na formação do grupo
A turnê das Wonder Girls começou em 28 de fevereiro de 2009, em Bangkok, Tailândia. Junto com seu mentor, JYP, elas fizeram shows nos Estados Unidos, visitando Los Angeles em 5 de março, La Mirada em 6 de Março, e Nova York em 8 de março. Elas também tocaram para um pequeno público no MTV Iggy em 10 de março, o grupo, então, voltou para a Coreia do Sul, a fez shows no final de março em Seul e Busan. Esta época do grupo foi toda relatada no reality show da MTV coreana chamado "Welcome to Wonderland". Após o fim da tour, o grupo lançou um clipe para o seu cover de “Now” do Fin.K.L que foi utilizado como comercial da LG. Elas também abriram uma conta no MySpace, assim confirmando que iriam estrear no mercado americano logo.
Em junho de 2009, a JYP Entertainment revelou que as Wonder Girls se juntariam aos Jonas Brothers na turnê norte americana dos mesmos, “Jonas Brothers World Tour 2009”. A companhia também anunciou que “Nobody” seria o primeiro single em inglês, seguido de “Tell Me”, e que um álbum em inglês também seria lançado. Mais tarde, foi revelado que por causa do debut americano, Sunmi e Sohee abandonaram seus estudos, já que não seria possível comparecer enquanto estavam nos EUA.
Em fevereiro de 2010, foi anunciado oficialmente a notícia de que Sunmi deixaria as Wonder Girls. Sunmi alega ter deixado o grupo para terminar seus estudos na Coreia do Sul, e após formar uma boa vida acadêmica, pretendia voltar a cantar. As outras integrantes do grupo alegam: "Sunmi será eternamente uma de nós".
A versão em inglês de “Nobody” em 26 de junho de 2009, um dia antes de começarem a turnê com os Jonas Brothers. Inicialmente elas participariam de apenas 13 shows nos EUA, mas, no fim, estiveram durante a turnê toda, o que  aumentou a popularidade delas nos Estados Unidos. Surpreendendo a todos, a versão em inglês de “Nobody” debutou em #76 na Billboard Hot 100, em outubro de 2009, fazendo delas o primeiro artista sul-coreano a entrar nas paradas americanas.
Em janeiro de 2010, a saída de Sunmi — que voltaria a se dedicar ao colegial — foi anunciada. Contudo, a entrada de Hyelim foi anunciada, Sunmi continuou como membro das Wonder Girls até o final de fevereiro, terminando toda a sua programação como membro do grupo. Em fevereiro de 2010, elas abriram o show de Justin Bieber no Dia dos Namorados.
As Wonder Girls estavam preparando seu primeiro álbum em inglês, com metade das faixas (seis faixas) sendo versões de singles coreanos em inglês e a outra metade material inédito, inicialmente programados para a liberação em fevereiro de 2010. Eles também planejaram uma turnê em janeiro de 2010. No entanto, devido à saída de Sunmi, tanto a turnê como o álbum foram adiados.
Graças a popularidade do grupo na Ásia e no mundo inteiro, a Sony Ericsson escolheu as Wonder Girls como embaixadoras da marca na região asiática envolvendo atividades promocionais na Coréia do Sul, China, Japão, Singapura, Indonésia e Taiwan, bem como Austrália e Nova Zelândia.
No dia 5 de abril de 2010 o grupo começou sua tour pelos EUA e Canadá que teria 20 shows já programados, seria a Wonder World Tour, que tinha a participação especial dos seus colegas de empresa o 2PM em 9 datas. A tour foi uma combinação de músicas em coreano e outros hits regravados em inglês, covers de músicas populares americanas e novas músicas para o novo álbum das meninas. A tour começou em Washington, DC no dia 7 de abirl de 2010. Dois meses depois, em 4 de junho, elas se apresentaram no Hollywood Bowl.
Em maio do mesmo ano, nos dias 15 e 31, elas voltaram a sua terra natal, lançando “2 Different Tears” em 3 versões: chinesa, coreana e americana. O mini-álbum também incluía versões em inglês de sucessos como “So Hot” e “Tell Me”. Por meses o grupo promoveu o single e fez a sua turnê, que passou por países como EUA e Canadá, além de ter seu reality show de volta, pela primeira vez mostrando a vida das integrantes nos EUA. O clipe de 2 Different Tears foi lançado dia dia 15 de Maio e elas voltaram aos palcos coreanos no M.Net's M! Countdown no dia 22 e cinco dias depois, no dia 27, elas ganharam o primeiro prêmio com 2 Different Tears no M! Countdown, durante o período que elas ficaram na Coreia o grupo participou de vários programas coreanos de televisão.
Após este comeback, elas acabaram voltando novamente para a América do Norte, agora com a segunda etapa da Wonder World Tour, dessa vez quem abria o show das meninas era o 2AM que também eram colegas de empresa. Nesse tempo elas ganharam mais fama por lá: a House of Blues nomeou elas como "Artistas do Mês" em Junho de 2010 e elas também foram incluídas em um artigo chamado "The Wonders of K-pop" no site Pollstar.

### 2011: Retorno para a Coréia eWonder World
Em 2011 saíram novas informações que o grupo iria finalmente lançar seu álbum americano, assim que J.Y. Park deu pistas em seu Twitter que teria feito uma música para as meninas e ainda disse que não foi apenas ele que produziu essa música, foi um trabalho junto ao Rainstone (o mesmo que escreveu "Nobody"), e disse que o álbum teria provavelmente seis ou sete faixas. O famoso produtor Rodney "Darkchild" Jerkins e a compositora indicada para o Grammy, Claude Kelly, iriam ter uma grande participação no álbum e o mesmo seria lançado por três gravadoras americanas.
Durante o Chloe Fashion Show 2011 em Xangai, China, a Sunye como líder do grupo revelou que elas iriam adicionar músicas em mandarim no álbum e que poderia ter uma versão do álbum especial em mandarim para os fãs chineses, Yeeun também revelou seu interesse em produzir algumas músicas para esse álbum enquanto Yubin disse que elas iriam mudar um pouco e experimentar músicas mais no estilo dance, porém ainda teriam sua marca que era o estilo retrô.
No dia 6 de Abril, Sunye falou na rádio SBS Power FM’s Kim Hee Chul’s Young Street que o grupo poderia ainda ter um retorno aos palcos coreanos quando foi perguntada por um ouvinte sobre as atividades das Wonder Girls. Em 24 de junho,elas foram premiadas com o prêmio "Top Gross Selling Digital Downloads" na categoria de grupos estrangeiros na China Mobile Miguhui Awards por terem 5.371.903 downloads vendidos com os hits eternos "Nobody", "Tell Me" e "2 Different Tears". No mesmo mês, foi revelado que elas iriam participar da cerimônia de encerramento das Special Olympics de verão de 2011, em Atenas, na Grécia. O grupo seria a estrela da apresentação da próxima sede do evento, Pyeongchang, que sediaria o evento de inverno dois anos depois, em 2013.
Em Agosto o grupo participou do programa  Billboard.com's Mashup Monday, performando uma versão própria do grupo de "Nothin' On You" do B.o.B e do Bruno Mars e em outubro um representante do grupo revelou: "O álbum será produzido em um formato de filme OST/trilha sonora. Nós estamos planejando o conceito para combinar com a música, então ao invés de retrô, sentimos que ele será mais pop. As Wonder Girls vão vir definitivamente com uma nova imagem, por isso, aguardem ansiosamente por isso."
Para o meio do mês de Outubro um poster na frente da JYP foi colocado com a frase "R U Ready?" e logo após isso foi revelado que o segundo álbum do grupo seria lançado em novembro no dia 7 e que elas iriam promover por um mês inteiro na Coréia e logo iriam iniciar uma tour asiática em Dezembro.
Eles tiveram ajuda de grandes profissionais para esse álbum como o coreógrafo da Beyoncé, Jonte, em seu time, e o designer Johnny Wujek, estilista da Katy Perry. O álbum Wonder World consistia em doze músicas inéditas e um remix. A faixa "G.N.O" foi escrita e produzida por Yeeun, Lim escreveu "Act Cool" e Yubin escreveu seu próprio rap para "Girls Girls", "Me, In" e "Sweet Dreams". O álbum então logo foi lançado dia 7 de novembro e o grupo fez sua primeira performance no programa semanal coreano Music Bank no dia 11.

### 2012: Primeiro filme, mais promoções internacionalmente e a expansão pela Ásia
No começo do ano, em janeiro, o grupo foi promover seu álbum no “2012 Superstar Red & White Red White Music Festival” junto com o Miss A. Logo elas retornaram para suas atividades nos EUA com o primeiro filme do grupo intitulado de "The Wonder Girls", junto com o filme elas lançaram "The DJ Is Mine" ao lado das School Gyrls, para trilha sonora do filme, a música alcançou #1 em vários charts coreanos. O grupo também compareceu ao 2012 CES, a maior feira de tecnologia do mundo, e assim promoveram a nova linha de fones da Monster chamados "Diamond Tears". Elas compareceram também na estréia do filme no CGV Cinemas em Los Angeles, a estréia na TV foi pelo canal TeenNick no dia 20 de Fevereiro. 
O JYP twittou que o álbum americano iria incluir 12 novas faixas, juntamente com um clipe que teria uma grande produção, a maior que o grupo já teve para o single, com lançamento previsto para o verão. Um novo álbum coreano das Wonder Girls foi confirmado por sua empresa e foi programado para ser lançado no início de junho. As Wonder Girls estariam se afastando dos hits retro se concentrando músicas dance mais poderosas para a temporada de verão. J.Y. Park escreveu em sua página no Twitter, "O álbum americano das Wonder Girls está agora completo, e todas as músicas do seu álbum coreano foram aprovadas por unanimidade."  
Depois de muitas especulações, Yeeun confirmou que o grupo iria voltar para a Coréia com Junho. E elas voltaram com o mini-álbum "Wonder Party" no dia 3 de Junho com o lançamento também do clipe para o single "Like This". O single ficou em #1 em vários charts como o Daum e o Soridaba, no dia 12 de Junho elas ganharam pela primeira vez com Like This no programa semanal "MBC's Show Champion". 
Na metade de Junho foi revelado que o grupo iria finalmente debutar no Japão pela gravadora DefStar Records, que teve muito interesse em fazer agora uma versão de "Nobody" em japonês, sendo esse o debut do grupo no mercado japonês com o single "Nobody for Everybody" que foi lançado em Julho. Elas também foram escolhidas como modelos da marca Kowa para a linha Marshpuff. 
No dia 3 de Julho de 2012, elas anunciaram o novo single americano “Like Money” que teve a participação de Akon, o single foi lançado no dia 10 do mesmo mês. Elas também apresentaram a música no Green Groove Festival 2012 ao lado de Akon. Já no início de setembro o grupo performou três músicas do seu álbum americano no iHeartRadio:  "Ouch", "Stay Together" e "Wake Up" além dos outros hits do grupo. No no final de outubro as Wonder Girls tiveram uma entrevista ao lado de Nick Cannon e eles falaram sobre um novo reality das Wonder Girls, vindo do filme americano delas. Também nesse mês o grupo lançou "Best Christmas Ever" para a coletânea A Very Special Christmas 25th Anniversary que contaria não só com a música das garotas mas com outros cantores americanos conhecidos. Junto com esta coletânea, elas lançariam também uma coletânea própria no Japão intitulado de "Wonder Best" que continha várias versões novas de músicas antigas e que consagraram o grupo, além de uma faixa nova chamada "Wonder Love", esse álbum foi uma mistura de músicas em coreano, inglês e japonês. 

### 2013–2014: Casamento e gravidez da Sunye, saída da Sohee e hiatos do grupo
No dia 26 de Janeiro de 2013 Sunye se casou com seu namorado, James Park, e desde então o grupo entrou em hiatus. A JYP Ent. deu um anúncio oficial falando sobre o hiatus e apoiando a líder do grupo no seu casamento. Antes de se casar, Sunye teve uma conferencia de imprensa e falou que não iria parar de cantar. Três meses depois, Sunye e James anunciaram que estavam esperando um filho, Sunye estava grávida de três meses e  sua filha, Hailey, nasceu em outubro do mesmo ano.
A última apresentação do grupo junto foi no Winter Special Olympics in Pyeong Chang, na Coreia do Sul dia 5 de Fevereiro. 
Em dezembro de 2013, Sohee anunciou que estava saindo da JYP Ent. e procurando uma nova empresa para se focar na sua carreira de atriz, ela então entrou mais tarde para a BH Ent. Já em maio de 2014 a JYP Ent. anunciou que o grupo não iria se separar, porém mais tarde no dia 10 de Dezembro a Sunye deu um depoimento em uma igreja onde ela costuma cantar falando sobre o vazio que sente estando na carreira do entretenimento, dando a entender para a mídia que ela estaria se aposentando, porém logo a JYP Ent. negou que ela chegou a falar com a empresa sobre isso e afirmou que ela ainda tem um contrato com a mesma e com as Wonder Girls, por isso ela não saiu do grupo e apenas ficou de hiatus. 

### 2015–2017: Saída de Sunye,REBOOT, Why So Lonelye fim do grupo
No dia 24 de junho, a JYP Entertainment anunciou após diversos boatos que o grupo estaria retornando após uma pausa de três anos, um representante da agência também confirmou que a ex-integrante Sunmi havia retornado ao grupo mesmo tendo saído em 2010. O grupo iria voltar como uma banda de quatro membros, em vez de um grupo de dança como antigamente, cada integrante estará tocando um instrumento: Yubin (bateria), Yeeun (teclado), Sunmi (baixo) e Lim (guitarra). A integrante Sunye até então estaria inativa das atividades promocionais do grupo.
Em 20 de julho, foi anunciado oficialmente que Sunye e a Sohee haviam saído oficialmente do grupo, ambas postaram cartas de despedida no fancafe oficial do Wonder Girls. No dia 31 de Julho foi lançado no YouTube o MV de I Feel You, que após um dia do lançamento, alcançou número #1 nos charts coreanos. No final do ano, a Billboard considerou REBOOT como melhor álbum do ano do estilo k-pop.
No dia 29 de junho de 2016, foi lançado o single "Why so Lonely", e no dia 4 de julho foi postado o MV no YouTube. A faixa alcançou o número #1 em todos os charts coreanos. A faixa foi cantada em vários programas musicais, incluindo Music Bank, Music Core e Inkigayo. O MV foi tão conhecido, que poderá até ultrapassar "I Feel You" em visualizações.
Em 26 de janeiro de 2017, a JYP Entertainment divulgou oficialmente o anúncio sobre fim do Wonder Girls:
“Olá, aqui é a JYP Entertainment, estamos anunciando que o grupo Wonder Girls, depois de 10 anos, chegou ao fim.
A decisão aconteceu depois de muita conversa entre as integrantes e a agência. Yubin e Hyelim reassinaram com a JYP, elas vão continuar exercendo atividades de música, MC's, atuação e outras.
Yeeun e Sunmi depois de muita reflexão, estão deixando a JYP.
Como agradecimentos a todos os fãs que continuaram fiéis ao grupo durante esses 10 anos, Wonder Girls irá lançar uma última música no dia 10 de Fevereiro, para o aniversário de 10 anos do grupo.
Obrigado a todos os fãs ao redor do mundo por estarem conosco, JYP e Wonder Girls, por 10 anos.”
Um vídeo com o nome de "THANK YOU FOR BEING SO WONDERFUL" foi publicado no canal oficial do youtube da JYP Entertainment, mostrando parte da trajetória do grupo e agradecendo os fãs pelo apoio.

## Integrantes
O grupo consistiu em cinco membros no momento de sua estréia em 2007: Sunye, Sohee, Hyuna, Sunmi e Yeeun. Pouco depois, no mesmo ano, Hyuna deixou o grupo devido a problemas de saúde, o que levou à adição de Yubin como sua substituta. Em 2010, Sunmi deixou o grupo para prosseguir uma carreira acadêmica, e a trainee Hyerim foi selecionada como sua substituta. Sohee saiu do grupo no final de 2013, após a expiração de seu contrato com a JYP Entertainment, enquanto Sunye deixou o grupo no final de 2014; Suas partidas foram oficialmente anunciadas em julho de 2015. Para o retorno do grupo em 2015, Sunmi voltou ao grupo e serviu como membro ao lado de Yeeun, Yubin e Hyerim; As Wonder Girls permaneceram como um grupo de quatro membros até sua dissolução em 2017.
- Yubin (em coreano:  유빈), nascida Kim Yu-bin (em coreano:  김유빈) em Gwangju, Gyeonggi, Coreia do Sul em 4 de outubro de 1988 (36 anos).
- Yeeun (em coreano:  예은), nascida Park Ye-eun (em coreano:  박예은) em Goyang, Gyeonggi, Coreia do Sul em 26 de maio de 1989 (35 anos).
- Sunye (em coreano:  선예), nascida Min Sun-ye (em coreano:  민선예) em Seul, Coreia do Sul em 12 de agosto de 1989 (35 anos).
- Sunmi (em coreano:  선미), nascida Lee Sun-mi (em coreano:  이선미) em Iksan, Jeolla do Norte, Coreia do Sul em 2 de maio de 1992 (33 anos).
- Hyuna (em coreano:  현아), nascida Kim Hyun-ah (em coreano:  김현아) em Seul, Coreia do Sul em 6 de junho de 1992 (32 anos).
- Sohee (em coreano:  소희), nascida Ahn So-hee (em coreano:  안소희) em Coreia do Sul em 27 de junho de 1992 (32 anos).
- Hyerim (em coreano:  혜림), nascida Woo Hye-rim (em coreano:  우혜림) em Seul, Coreia do Sul em 1 de setembro de 1992 (32 anos).

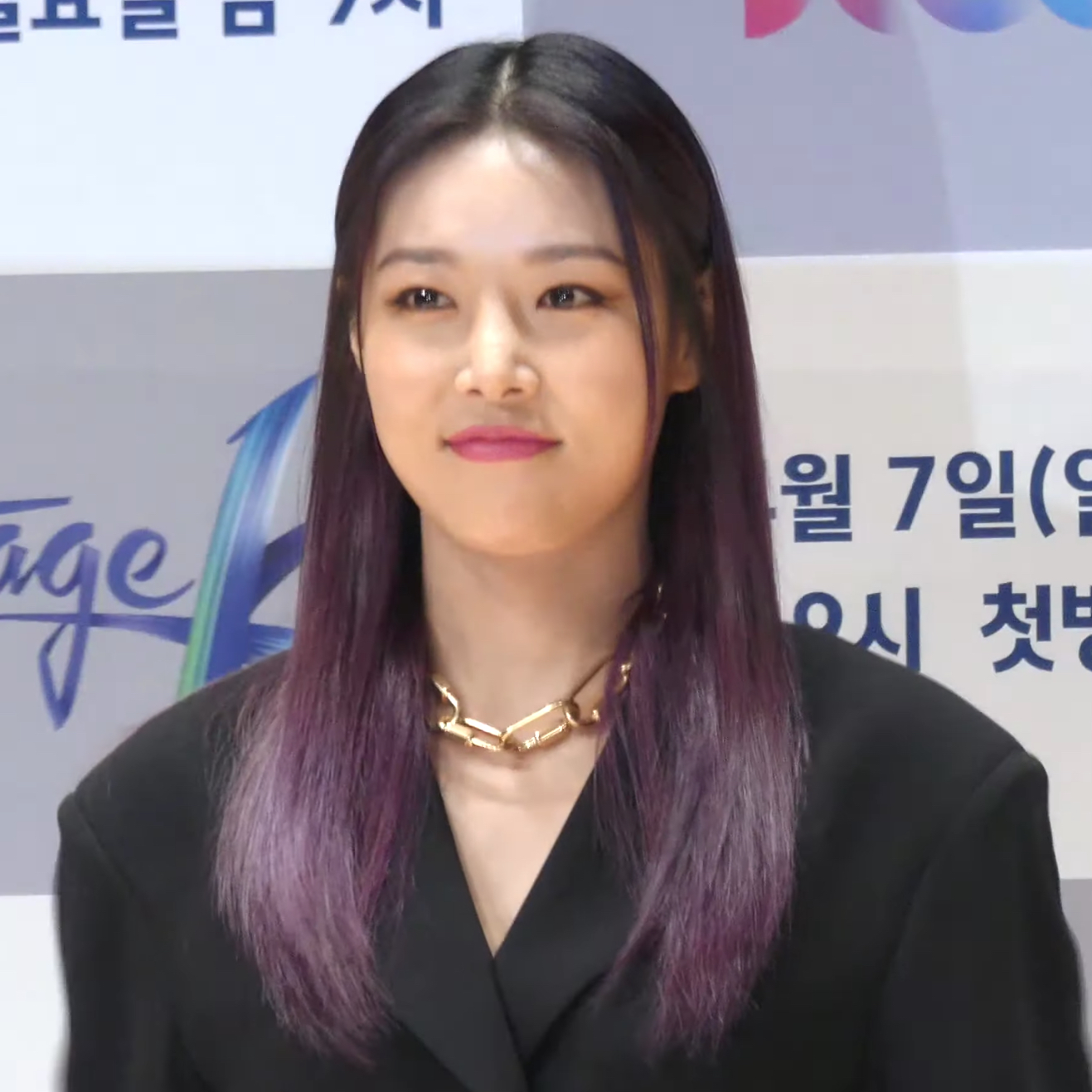
Yubin
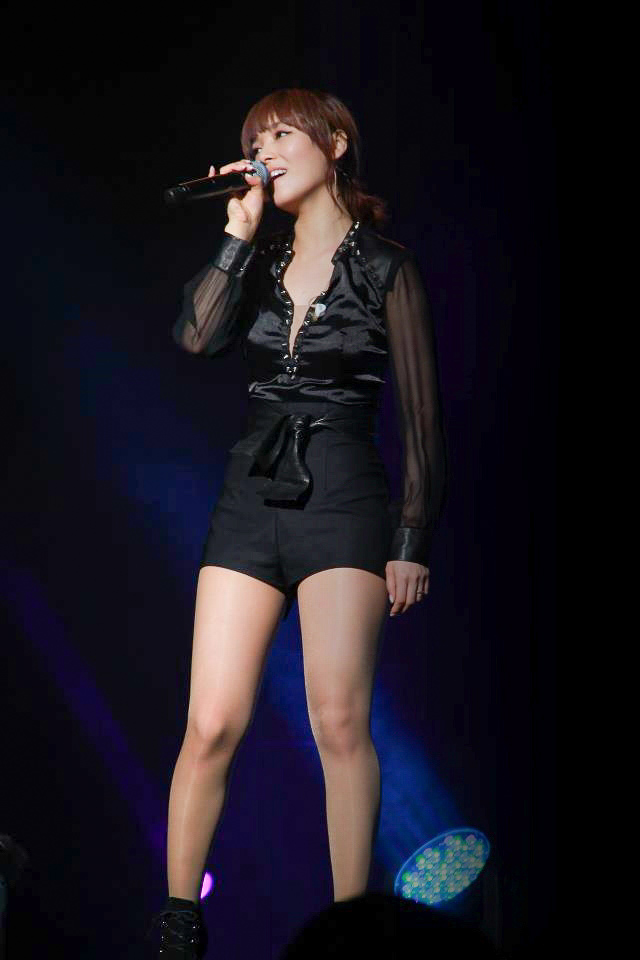
Sunye
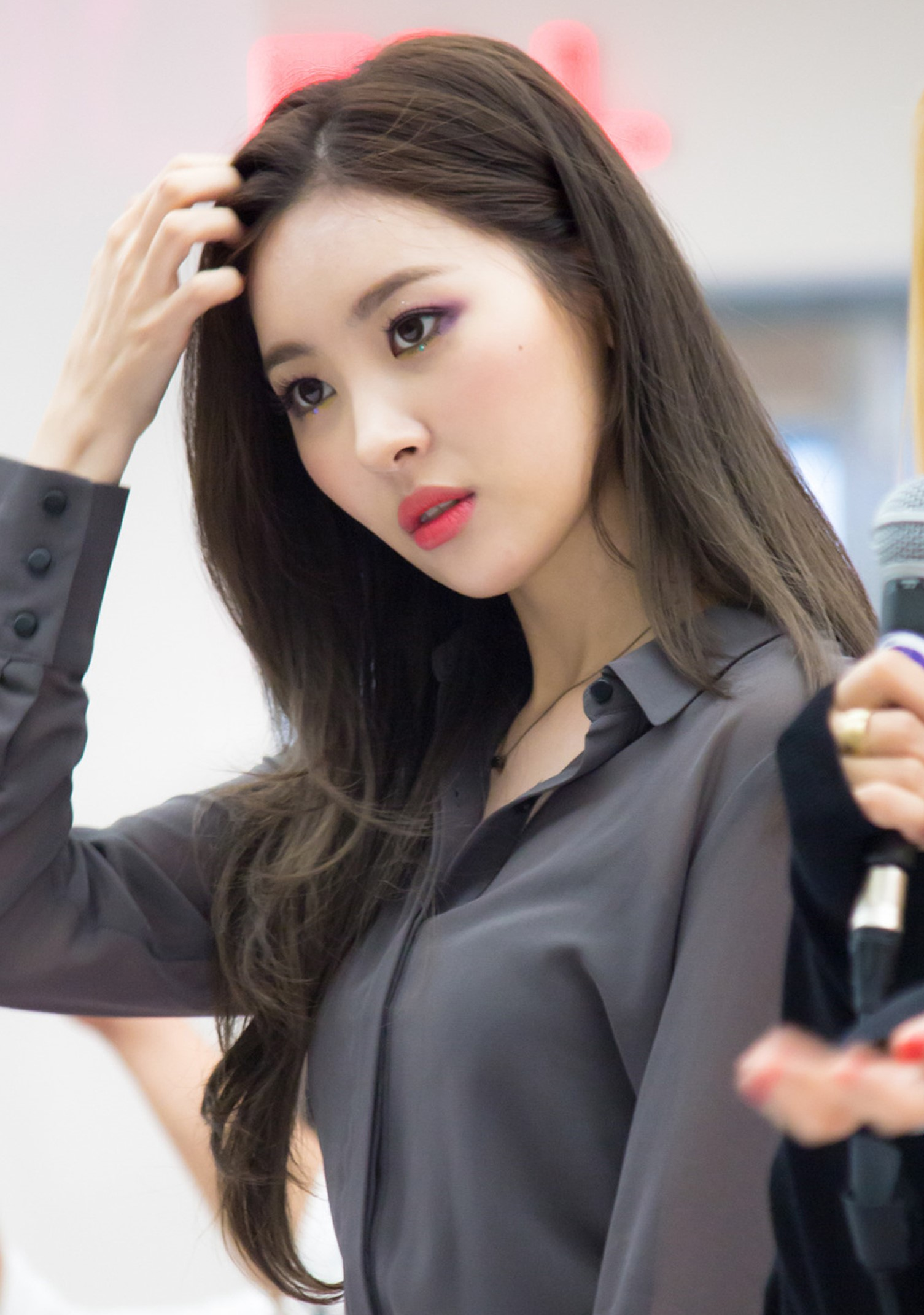
Sunmi
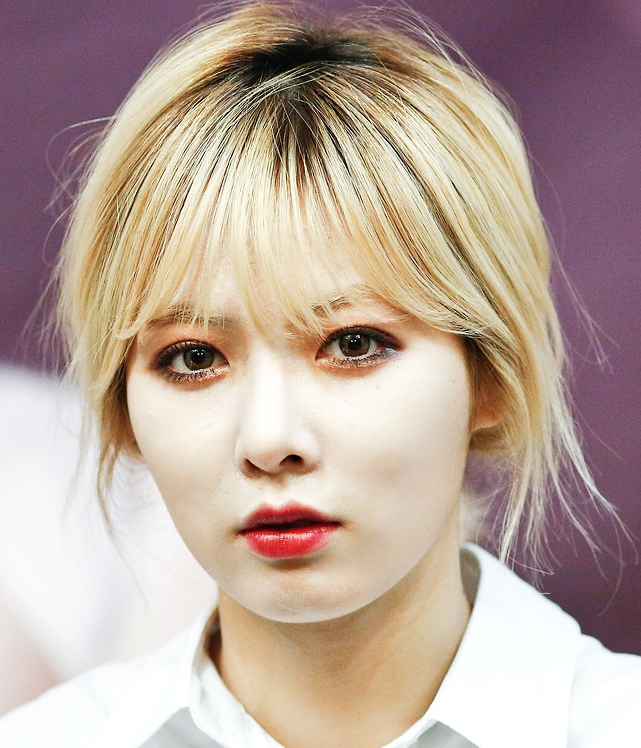
Hyuna
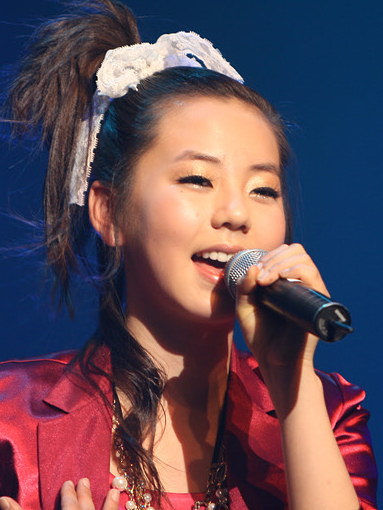
Sohee
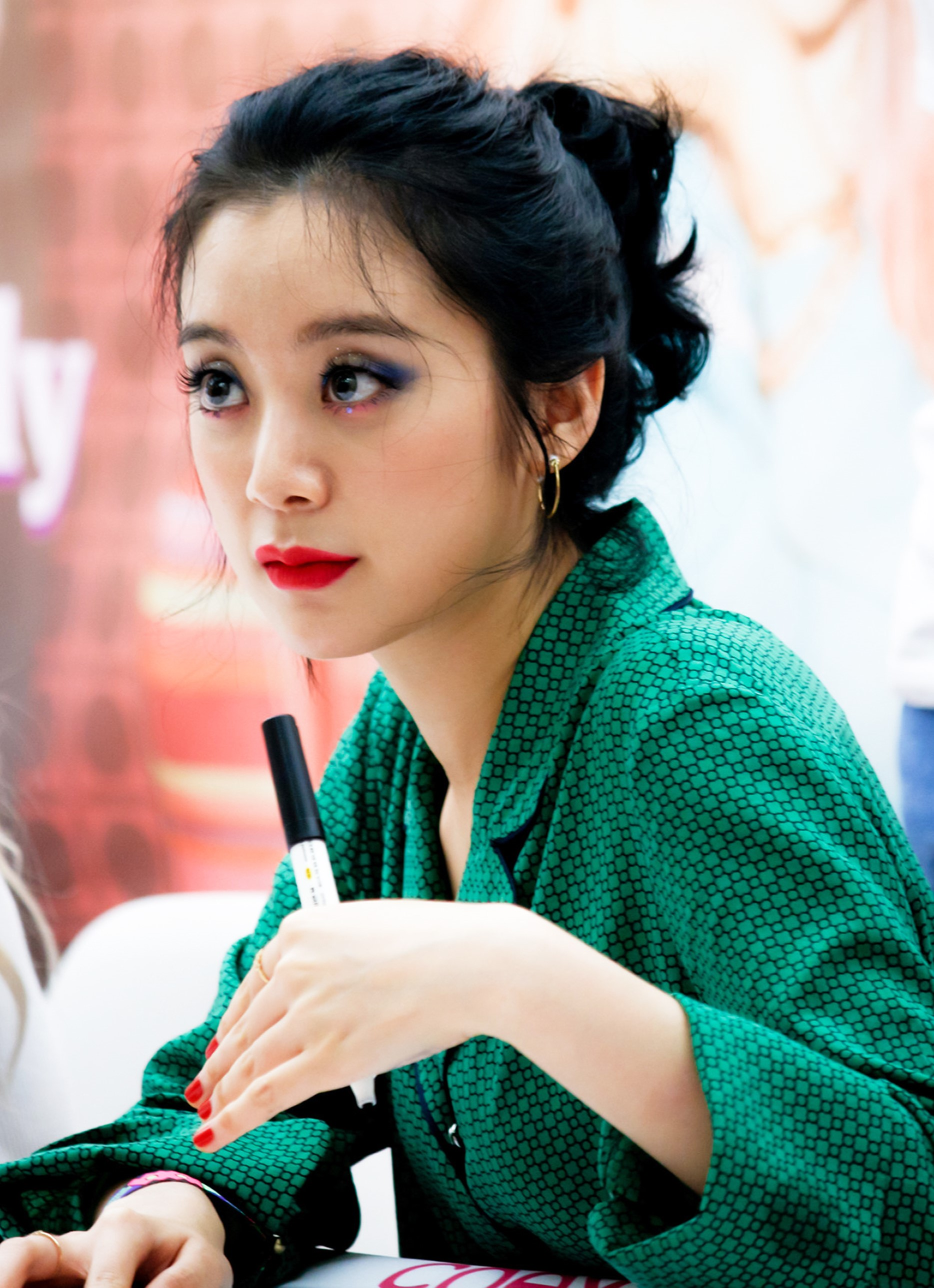
Hyelim

## Discografia
| - 2007: The Wonder Years - 2011: Wonder World - 2015: Reboot | - 2012: Wonder Party - 2008: The Wonder Years: Trilogy | - 2007: The Wonder Begins - 2008: So Hot - 2010: 2 Different Tears - 2012: Like Money - 2016: Why So Lonely |

## Filmografia

### Reality Shows
- 2006–2010: MTV Wonder Girls
- 2008: Wonder Bakery
- 2009: Welcome to Wonderland
- 2010: Made in Wonder Girls

### Filmes
- 2010: The Last Godfather (cameo)
- 2012: The Wonder Girls